# Сергіївка (Калінінградська область)
Сергіївка (рос. Сергеевка) — селище Правдинського району, Калінінградської області Росії. Входить до складу Мозирського сільського поселення.
Населення —  16 осіб (2015 рік). 

## Населення
| 2002 | 2010 |
| ---- | ---- |
| 12   | ↗16  |